# Jesse Vercruysse
Jesse Vercruysse (16 april 1991) is een Belgische atlete, die gespecialiseerd is in het verspringen en de meerkamp. Zij veroverde zeven Belgische titels.

## Loopbaan
Vercruysse behaalde tussen 2011 en 2013 drie opeenvolgende Belgische titels in de vijfkamp en de zevenkamp. In 2012 werd ze met sprongen van 5,99 en 5,98 m Belgisch kampioen verspringen.
Vercruysse was aangesloten bij Halestra, Olympic Brugge, AV Roeselare, Flanders Atletiekclub en AC Meetjesland.

## Belgische kampioenschappen
Outdoor
| Onderdeel   | Jaar             |
| ----------- | ---------------- |
| verspringen | 2012             |
| zevenkamp   | 2011, 2012, 2013 |

Indoor
| Onderdeel | Jaar             |
| --------- | ---------------- |
| vijfkamp  | 2011, 2012, 2013 |

## Persoonlijke records
Outdoor
| Onderdeel    | Prestatie | Wind     | Datum                | Plaats             |
| ------------ | --------- | -------- | -------------------- | ------------------ |
| 200 m        | 26,37 s   | -0.2 m/s | 28 augustus 2010     | Naimette-Xhovémont |
| 800 m        | 2.28,88   |          | 3 augustus 2014      | Dilbeek            |
| 100 m horden | 14,54 s   | -1,6     | 12 september 2010    | Nijvel             |
| hoogspringen | 1,75 m    |          | 7 juli 2012          | Nieuwpoort         |
| verspringen  | 5,99 m    | -0,4     | 17 juni 2012         | Brussel            |
| kogelstoten  | 11,79 m   |          | 27 augustus 2011     | Heusden            |
| speerwerpen  | 42,03 m   |          | 25 augustus 2013     | Herentals          |
| zevenkamp    | 5205 p    |          | 2 en 3 augustus 2014 | Dilbeek            |

Indoor
| Onderdeel    | Prestatie | Datum            | Plaats |
| ------------ | --------- | ---------------- | ------ |
| 800 m        | 2.31,03   | 5 februari 2012  | Gent   |
| 60 m horden  | 8,93 s    | 3 maart 2012     | Gent   |
| hoogspringen | 1,72 m    | 5 februari 2012  | Gent   |
| verspringen  | 5,99 m    | 15 februari 2014 | Gent   |
| kogelstoten  | 11,57 m   | 5 februari 2011  | Gent   |
| vijfkamp     | 3771 p    | 5 februari 2012  | Gent   |

## Palmares

### hoogspringen
- 2007:  BK indoor AC - 1,65 m

### verspringen
- 2011:  BK indoor AC - 5,83 m
- 2012:  BK indoor AC - 5,91 m
- 2012:  BK AC – 5,99 m
- 2013:  BK AC – 5,90 m
- 2014:  BK indoor AC - 5,99 m

### vijfkamp
- 2011:  BK indoor – 3726 p
- 2012:  BK indoor – 3771 p
- 2013:  BK indoor – 3660 p
- 2014:  BK indoor – 3628 p

### zevenkamp
- 2011:  BK – 5104 p
- 2012:  BK – 4960 p
- 2013:  BK – 5038 p
- 2014:  BK – 4667 p